# Wakana Koga
Wakana Koga (en japonés: 古賀若菜, Koga Wakana; 28 de junio de 2001) es una deportista japonesa que compite en judo.
Ganó tres medallas en el Campeonato Mundial de Judo entre los años 2021 y 2025, y una medalla de oro en el Campeonato Asiático de Judo de 2022.

## Palmarés internacional
| Campeonato Mundial  | Campeonato Mundial     | Campeonato Mundial | Campeonato Mundial |
| Año                 | Lugar                  | Medalla            | Categoría          |
| ------------------- | ---------------------- | ------------------ | ------------------ |
| 2021                | Budapest (Hungría)     | Medalla de plata   | –48 kg             |
| 2023                | Doha (Catar)           | Medalla de bronce  | –48 kg             |
| 2025                | Budapest (Hungría)     | Medalla de bronce  | –48 kg             |
| Campeonato Asiático |                        |                    |                    |
| Año                 | Lugar                  | Medalla            | Categoría          |
| 2022                | Nursultán (Kazajistán) | Medalla de oro     | –48 kg             |